# Capriate San Gervasio
Capriate San Gervasio est une commune italienne de la province de Bergame dans la région Lombardie en Italie.

## Géographie

### Hameaux
Capriate, San Gervasio, Crespi d'Adda

### Communes limitrophes
Bottanuco, Brembate, Canonica d'Adda, Filago, Trezzo sull'Adda, Vaprio d'Adda

## Administration
| Période                                  | Période | Identité | Étiquette | Qualité |
| ---------------------------------------- | ------- | -------- | --------- | ------- |
|                                          |         |          |           |         |
| Les données manquantes sont à compléter. |         |          |           |         |